# Равна лисича опашка
Равната лисича опашка (Alopecurus aequalis) е вид растение от семейство Житни (Poaceae).

## Разпространение
Разпространен е в Афганистан, Оландски острови, Албания, Алжир, Аржентина, Армения, Австрия, Азербайджан, Беларус, Белгия, Бутан, Боливия, Босна и Херцеговина, България, Канада, Китай, Хърватска, Чехия, Дания, Фарьорските острови, Финландия, Франция, Джорджия, Германия, Гибралтар, Гренландия, Гватемала, Гърнзи, Ватикана, Хонконг, Унгария, Исландия, Ирландия, Ман, Италия, Джърси, Латвия, Лихтенщайн, Литва, Люксембург, Макао, Северна Македония, Молдова, Монако, Черна гора, Мароко, Мианмар, Непал, Холандия, Норвегия, Пакистан, Перу, Полша, Португалия, Румъния, Русия, Сан Марино, Сърбия, Словакия, Словения, Испания, Свалбард и Ян Майен, Швеция, Швейцария, Тайван, Турция, Украйна, Великобритания и САЩ.